# Busch-Brot
Busch-Brot wird in Australien Bush bread oder seedcakes (Saatkuchen) genannt. Es ist eine dem Brot ähnelnde Speise, das die Aborigines seit vielen Tausenden von Jahren herstellten. Dieses Brot ist reich an Proteinen und Kohlenhydraten und bildet einen Teil der traditionellen Ernährung der australischen Ureinwohner, der überaus gesund ist.
Mit der Landnahme Australiens durch die Europäer, die das weiße feingemahlene Mehl mitbrachten, wurde die traditionelle Form des Brotbackens nach und nach beendet. Aborigine-Frauen berichteten, dass sie bis in die 1970er Jahre Saatkuchen in Central Australia machten. Die Tradition Brot auf heißen Kohlen zu backen, wird derzeit in Australien wiederbelebt.

## Brotmachen aus Saatgut

### Saatsammeln
Die Saat variiert nach Jahreszeiten und nach den Gebieten, in denen die Aborigine-Völker lebten: In Central Australia wurden Hirse (Panicum decompositum; Panicum australianse) und Spinifex (Triodia plant genus) allgemein verwendet. Auch der Samen der Akazien (Wattleseed) konnte dem Mehl zugegeben werden.
Frauen ernteten das gesamte am Halm gereifte Korn und trockneten die Pflanzensamen. Sie schlugen auf das Gras oder auf Bäume mit Stöcken, um die Samen zu ernten. Einige Spezies konnten in grünem Zustand gegessen werden und, sofern sie gepresst wurden, konnte der Saft daraus direkt am Mühlstein unmittelbar getrunken werden. Brotmachen war eine arbeitsintensive Aufgabe der Aborigines-Frauen, die gemeinschaftlich erfolgte. Gemeinschaftlich war das Sammeln von saisonalen Körnern, Wurzeln oder Nüssen; anschließend mussten diese zu Mehl gemahlen, in einem weiteren Arbeitsvorgang zu einem Teig geknetet und abschließend gebacken werden.
In der Kimberley-Region von Westaustralien kam es zu einer weiteren Innovation: So wurde beobachtet, dass Ameisen Saatkörner sammelten, sie gewissermaßen schälten und aussäten. Diese Körner konnten nun von der Aborigine relativ leicht geerntet und nach Trocknung zu Mehl gemahlen werden.
Weiteres Saatgut, das verwendet wurde, war Sommer-Portulak (englisch: Pigweed) (Portulaca oleracea), Prickly wattle (Acacia victoriae), Mulga (Acacia aneura), Dead finish (Acacia tetragonophylla), Busch-Bohne (Rhyncharrhena linearis).

### Mehlherstellung

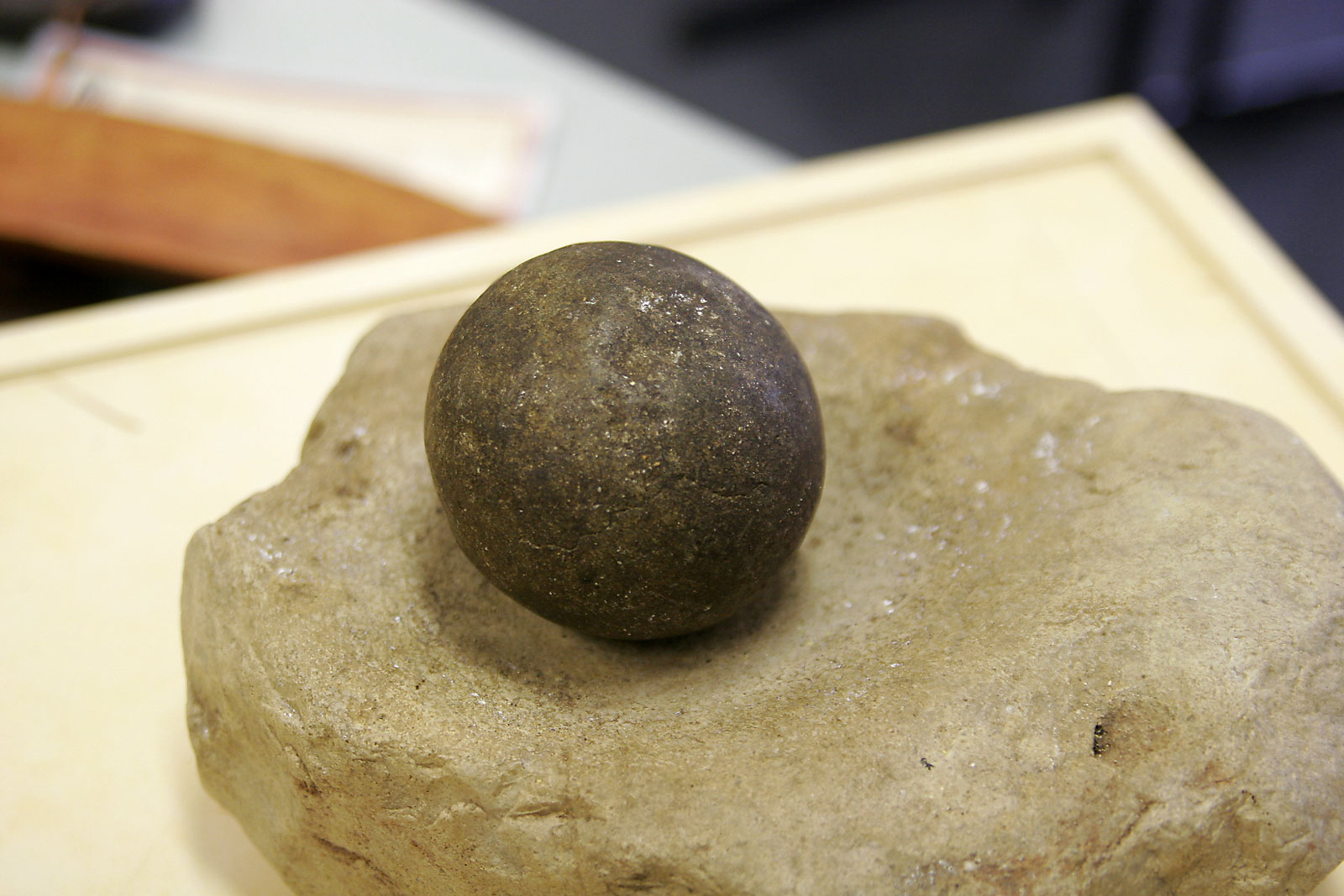
Mühlstein von Aborigines, den einige Aborigine-Stämme „Mutter und Kind“ nannten.

Nachdem das Korn gesammelt war, musste das Korn ausgedroschen werden, dies wurde mit einem sogenannten Coolamon getan, einem multifunktionalen Behältnis. Manchmal musste das Korn mehrmals gedroschen werden.
War das Korn vorhanden, wurde ein Mühlstein zu Mahlen benötigt. Es wurden Mühlsteine entdeckt, die ein Alter von etwa 50.000 Jahren aufweisen. Das Mehl wurde mit Wasser angemischt, um einen Teig herzustellen. Anschließend wurde er auf heiße Asche gelegt.
Das Resultat konnten schmale Brötchen, heute in Australien als Johnny Cake bekannt, oder großes Brote, heute Damper genannt, sein. Damper ist eine Mischung von traditionellem und europäischem Brotbacken.
Der Teig konnte auch roh gegessen werden. Gebackenes Brot war ein optimales Nahrungsmittel einer reisenden Gruppe, wenn sie einige Zeit in der Wildnis blieb, da es nicht schnell verdarb und leicht zu transportieren war.

## Brotmachen aus anderen Pflanzenprodukten
Brot konnte auch aus Wurzeln und Pflanzenknollen gebacken werden. Am Top End Australiens verwendeten die Yolngu-Aborigines die Wurzeln der Lotosblume und die stärkehaltige Wurzel-Knolle des wilden Taro. Diese mischten sie zu einer Paste aus der sie Brot gebacken haben.
Brot aus dem Samen der Wasserlilie war am Top End weit verbreitet. Die zwei Spezies der Wasserlilie, die verwendet wurden, waren die Nelumbo nucifera und Nymphaea macrosperma.
Am Anfang der Trockenzeit waren Wasserlilien-Samen ein wichtiger Teil der Ernährung, die mit Samenhülse roh gegessen oder in den Teig gemischt wurde.
Frauen hatten spezielles Wissen wie man Essen aus Pflanzen giftfrei machen konnte. Der Samen der Cycad-Palme (Cycas media) ist im höchsten Ausmaß krebserzeugend, wenn sie roh sind und sie benötigen eine ausgefeilte Behandlung, wie Zerschlagen, Zerdrücken, und Auslaugen in fließendem Wasser fünf Tage lang, bevor sie gekocht werden. Nach diesem Vorgang wurden sie zu schmalen Broten gebacken, die mehrere Wochen gelagert werden konnten.
In Queensland verwendeten die Aborigines am Mount Tamborine die zapfenartige Nuss der Bunya Pine, die in dieser Gegend endemisch ist, um Brot auf dem oben genannten Weg zu machen.

## Traumzeit
In der Traumzeit der Aborigines spielt das Busch-Brot eine große Rolle. Es war ein wesentlicher Bestandteil der Ernährung dieser Völker. Das Busch-Brot-Dreaming wird beispielsweise von der Malerin Rachel Rennie im Zusammenhang mit den Ameisen, die die Saat sammeln, in traditioneller Malweise dargestellt. Die Traumzeitgeschichten wurden von ihrem Vater und Verwandten überliefert.
Barbara Weir ist eine Aborigine-Künstlerin aus der Künstlerkolonie Utopia, die sich dem Gras-Samen-Dreaming mit warmen und Erdfarben widmet. Sie stellt ihre Bilder als bewegtes Gras in neuzeitlichen Farben dar und nennt diese „Licht über Utopia“.

## Burke und Wills

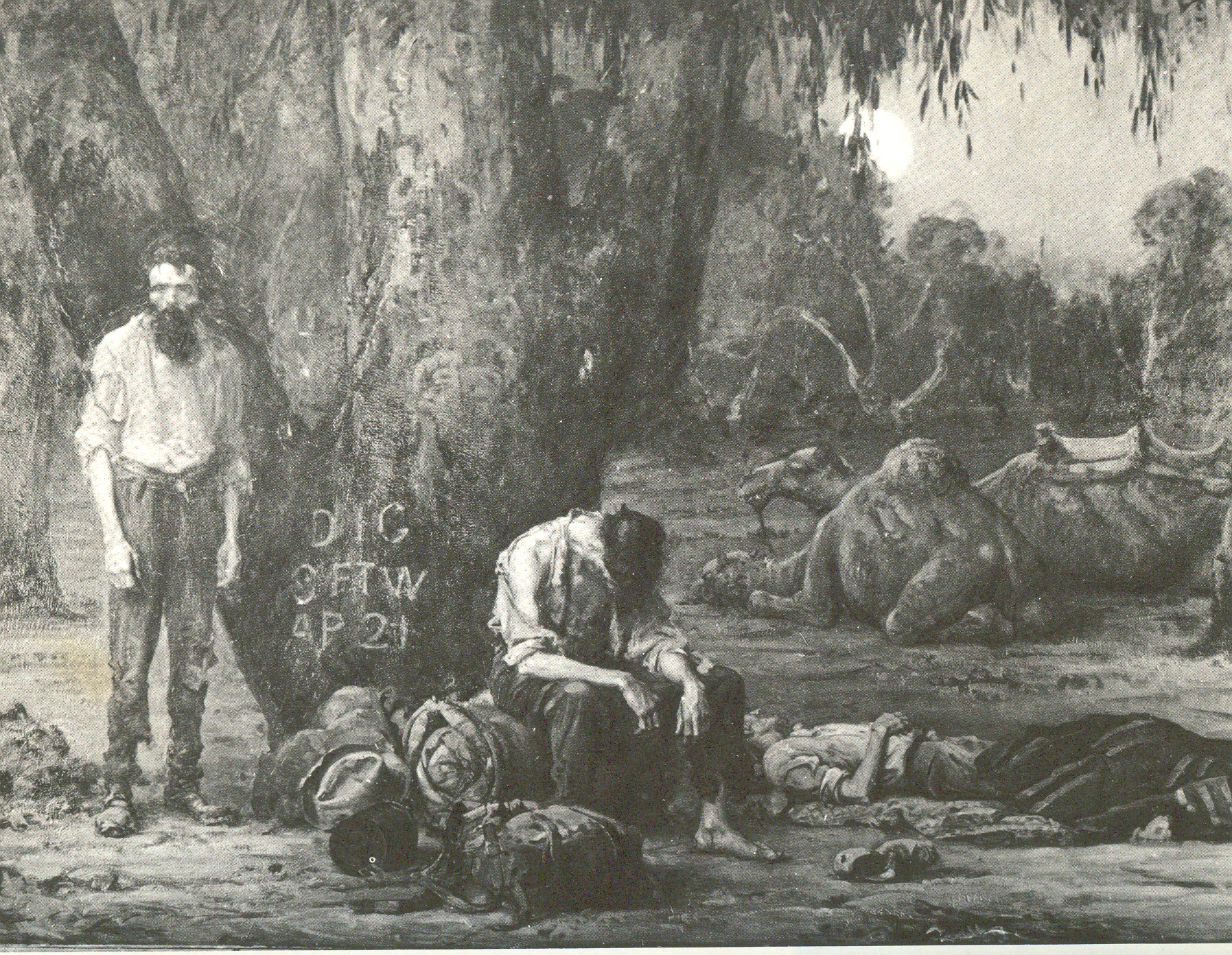
Burke und Wills, vom Tode gezeichnet, am Cooper Creek (Gemälde von Longstaff)

Robert O’Hara Burke und William John Wills, Entdeckungsreisende im frühen Australien, überstanden während ihrer Expedition dank Busch-Brot einige Zeit in der Wildnis, nachdem ihre Essensrationen zu Ende gegangen waren. Die Yandruwandha-Aborigines am Cooper Creek gaben ihnen Fisch und Bohnen, die „padlu“ genannt werden, und sie machten Brot aus dem Bodensamen der Nardoo-Pflanze (Marsilea drummondii).
Es wird heute angenommen, dass die Nardoo-Pflanzen auch ein Grund für ihren Tod waren. Der letzte Eintrag von Wills in sein Tagebuch enthielt folgendes:

„… starvation on nardoo is by no means very unpleasant, but for the weakness one feels, and the utter inability to move oneself, for as far as appetite is concerned, it gives me the greatest satisfaction. Certainly, fat and sugar would be more to one's taste, in fact, those seem to me to be the great stand by for one in this extraordinary continent; not that I mean to depreciate the farinacious food, but the want of sugar and fat in all substances obtainable here is so great that they become almost valueless to us as articles of food, without the addition of something else …“

„… der Hungertod durch Nardoo ist keinesfalls unerfreulich, denn trotz des Schwächegefühls und der Unfähigkeit mich zu bewegen, gibt er mir, vor allem was das Hungergefühl betrifft, größte Befriedigung. Sicherlich würden Fett und Zucker mehr dem Geschmack entsprechen – vielmehr scheinen mir diese die größte Unterstützung zu sein in diesem außergewöhnlichen Kontinent. Nicht, dass ich mehlhaltiges Essen abwerten möchte – aber durch die immense Begierde nach Zucker und Fett in allen hier erhältlichen Substanzen wird es für uns als Lebensmittel fast bedeutungslos, wenn nicht etwas anderes hinzugefügt wird …“

Es ist wahrscheinlich, dass die Entdeckungsreisenden, als sie ihr Brot selbst herstellten, nicht in der Lage waren, dies wie die Aborigines vorzubehandeln und zu backen. Die durchtränkte Saat muss erst aufgerieben werden, um die Thiaminase zu entfernen, die dem Körper das lebenswichtige Vitamin B1 entzieht. Es ist deshalb wahrscheinlich, dass die Tode von Burke und Wills mit einer Form von Beriberi zusammenhingen, einer Vitaminmangel-Krankheit.